# Thysanoprymna haemorrhoides
Thysanoprymna haemorrhoides là một loài bướm đêm thuộc phân họ Arctiinae, họ Erebidae.